# Liste des distinctions de Breaking Bad
 (février 2024).
Breaking Bad ou Breaking Bad - Le Chimiste au Québec est un feuilleton télévisé dramatique américain créé par Vince Gilligan, diffusé du 20 janvier 2008 au 29 septembre 2013 sur AMC aux États-Unis et au Canada. La série a remporté 85 récompenses, dont : 12 Emmy Awards, 9 Saturn Awards, 8 Satellite Awards, 2 Golden Globe, 6 WGA Awards, 3 SAG Awards et 5 AFI Awards.

## Emmy Awards
En 2008, la série a été nommée pour quatre Emmy Awards et en a gagné deux dont celui du Meilleur acteur dans une série dramatique, gagné par Bryan Cranston.

### Primetime Emmy Awards
| Année | Catégorie                                                                 | Nomination (s) | Épisode | Résultat   |
| ----- | ------------------------------------------------------------------------- | --- | --- | ---------- |
| 2008  | Meilleure réalisation pour une série télévisée dramatique                 | Vince Gilligan | Chute libre (1x01) | Nomination |
| 2008  | Meilleur acteur dans une série télévisée dramatique                       | Bryan Cranston | Chute libre (1x01) | Lauréat    |
| 2009  | Meilleure série télévisée dramatique                                      | Vince Gilligan, Mark Johnson, Melissa Bernstein, Stewart A Lyons, Karen Moore                                                              | Chasse à l'homme (2x02), Règlements de comptes (2x06), Appelez donc Saul (2x08), Seuls au monde (2x09), Vie et Mort (2x12), Effet papillon (2x13)   | Nomination |
| 2009  | Meilleur acteur dans une série dramatique                                 | Bryan Cranston | Vie et Mort (2x12) | Lauréat    |
| 2009  | Meilleur acteur dans un second rôle dans une série télévisée dramatique   | Aaron Paul | Règlements de comptes (2x06) | Nomination |
| 2010  | Meilleure série dramatique                                                | Vince Gilligan, Mark Johnson, Michelle MacLaren, Melissa Bernstein, Sam Catlin, Peter Gould, George Mastras, Tom Schnauz, Stewart A. Lyons | Crash (3x01), Le Camping-Car (3x06), Vendetta (3x07), La Mouche (3x10), Demi-Mesures (3x12), Pleine Mesure (3x13)                                   | Nomination |
| 2010  | Meilleure réalisation pour une série télévisée dramatique                 | Michelle MacLaren | Vendetta (3x07) | Nomination |
| 2010  | Meilleur acteur dans une série télévisée dramatique                       | Bryan Cranston | Pleine Mesure (3x13) | Lauréat    |
| 2010  | Meilleur acteur dans un second rôle dans une série télévisée dramatique   | Aaron Paul | Demi-Mesures (3x12) | Lauréat    |
| 2012  | Meilleure série télévisée dramatique                                      | Vince Gilligan, Mark Johnson, Michelle MacLaren, Melissa Bernstein, Sam Catlin, Peter Gould, George Mastras, Tom Schnauz, Stewart A. Lyons | Le Cutter (4x01), Négociations (4x07), Salud (4x10), Seul contre tous (4x11), Échec (4x12), Mat (4x13)                                              | Nomination |
| 2012  | Meilleure réalisation pour une série télévisée dramatique                 | Vince Gilligan | Mat (4x13) | Nomination |
| 2012  | Meilleur acteur dans une série télévisée dramatique                       | Bryan Cranston | Seul contre tous (4x11) | Nomination |
| 2012  | Meilleur acteur dans un second rôle dans une série télévisée dramatique   | Aaron Paul | Échec (4x12) | Lauréat    |
| 2012  | Meilleur acteur dans un second rôle dans une série télévisée dramatique   | Giancarlo Esposito | Frères et Partenaires (4x08) | Nomination |
| 2012  | Meilleure actrice dans un second rôle dans une série télévisée dramatique | Anna Gunn | Guerre froide (4x06) | Nomination |
| 2012  | Meilleur acteur invité dans une série télévisée dramatique                | Mark Margolis | Mat (4x13) | Nomination |
| 2013  | Meilleure série dramatique                                                | Vince Gilligan, Mark Johnson, Michelle MacLaren, Melissa Bernstein, Sam Catlin, Peter Gould, George Mastras, Tom Schnauz, Stewart A. Lyons | Nouveaux Labos (5x03), Cinquante et un (5x04), Un plan presque parfait (5x05), Divergence (5x06), Heisenberg (5x07), Un nouveau jour se lève (5x08) | Lauréat    |
| 2013  | Meilleure réalisation pour une série télévisée dramatique                 | Michelle MacLaren | Un nouveau jour se lève (5x08) | Nomination |
| 2013  | Meilleur scénario                                                         | George Mastras | Un plan presque parfait (5x05) | Nomination |
| 2013  | Meilleur scénario                                                         | Thomas Schnauz | Heisenberg (5x07) | Nomination |
| 2013  | Meilleur acteur dans une série dramatique                                 | Bryan Cranston | Heisenberg (5x07) | Nomination |
| 2013  | Meilleur acteur dans un second rôle dans une série télévisée dramatique   | Jonathan Banks | Heisenberg (5x07) | Nomination |
| 2013  | Meilleur acteur dans un second rôle dans une série télévisée dramatique   | Aaron Paul | Divergence (5x06) | Nomination |
| 2013  | Meilleure actrice dans un second rôle dans une série télévisée dramatique | Anna Gunn | Cinquante et un (5x04) | Lauréat    |
| 2014  | Meilleure série dramatique                                                | Vince Gilligan, Mark Johnson, Michelle MacLaren, Melissa Bernstein, Sam Catlin, Peter Gould, George Mastras, Tom Schnauz, Stewart A. Lyons | | Lauréat    |
| 2014  | Meilleur acteur dans une série dramatique                                 | Bryan Cranston | | Lauréat    |
| 2014  | Meilleur acteur dans un second rôle dans une série télévisée dramatique   | Aaron Paul | | Lauréat    |
| 2014  | Meilleure actrice dans un second rôle dans une série télévisée dramatique | Anna Gunn | | Lauréat    |
| 2014  | Meilleur scénario pour une série télévisée dramatique                     | Moira Walley-Beckett | Seul au monde (5x14) | Lauréat    |

### Creative Arts Emmy Awards
| Année | Catégorie                                                  | Nomination(s) | Épisode                        | Résultat   |
| ----- | ---------------------------------------------------------- | --- | ------------------------------ | ---------- |
| 2008  | Meilleure photographie pour une série d'une heure          | John Toll | Chute libre (1x01)             | Nomination |
| 2008  | Meilleur montage à caméra unique pour une série dramatique | Lynne Willingham | Chute libre (1x01)             | Lauréat    |
| 2009  | Meilleure photographie pour une série d'une heure          | Michael Slovis (en) | Effet papillon (2x13)          | Nomination |
| 2009  | Meilleur montage à caméra unique pour une série dramatique | Lynne Willingham | Effet papillon (2x13)          | Lauréat    |
| 2010  | Meilleure photographie pour une série d'une heure          | Michael Slovis | Crash (3x01)                   | Nomination |
| 2010  | Meilleur montage à caméra unique pour une série dramatique | Skip MacDonald | Crash (3x01)                   | Nomination |
| 2010  | Meilleur montage sonore pour une série                     | Nick Forshager, Kathryn Madsen, Mark Cookson, Cormac Funge, Jane Boegel, Jason Newman, Gregg Barbanell, Dominique Decaudain-Tabach | Crash (3x01)                   | Nomination |
| 2012  | Meilleur montage à caméra unique pour une série dramatique | Kelley Dixon | Échec (4x12)                   | Nomination |
| 2012  | Meilleur montage à caméra unique pour une série dramatique | Skip MacDonald | Mat (4x13)                     | Nomination |
| 2012  | Meilleur montage sonore pour une série                     | Nick Forshager, Kathryn Madsen, Mark Cookson, Cormac Funge, Jane Boegel, Jason Newman, Gregg Barbanell, Dominique Decaudain-Tabach | Mat (4x13)                     | Nomination |
| 2012  | Meilleur mixage du son pour une série                      | Darryl L. Frank, Jeff Perkins, and Eric Justen                                                                                     | Mat (4x13)                     | Nomination |
| 2012  | Meilleure photographie pour une série d'une heure          | Michael Slovis | Mat (4x13)                     | Nomination |
| 2012  | Meilleurs effets visuels dans un second rôle               | William Powloski, Greg Nicotero, Bruce Branit, and Werner Hahnlein                                                                 | Mat (4x13)                     | Nomination |
| 2013  | Meilleur montage sonore pour une série                     | Nick Forshager, Jason Tregoe Newman, Kathryn Madsen, Mark Cookson, Cormac Funge, Jane Boegel, and Jeff Cranforn                    | Un plan presque parfait (5x05) | Nomination |
| 2013  | Meilleur mixage du son pour une série                      | Darryl L. Frank, Jeff Perkins, and Eric Justen                                                                                     | Un plan presque parfait (5x05) | Nomination |
| 2013  | Meilleur montage à caméra unique pour une série dramatique | Skip MacDonald | Un plan presque parfait (5x05) | Nomination |
| 2013  | Meilleur montage à caméra unique pour une série dramatique | Kelley Dixon | Un nouveau jour se lève (5x08) | Lauréat    |
| 2013  | Meilleure photographie pour une série d'une heure          | Michael Slovis | Un nouveau jour se lève (5x08) | Nomination |

## Golden Globe Awards
| Année | Catégorie                                                                         | Nomination(s)  | Résultat   |
| ----- | --------------------------------------------------------------------------------- | -------------- | ---------- |
| 2011  | Meilleur acteur dans une série télévisée dramatique                               | Bryan Cranston | Nomination |
| 2012  | Meilleur acteur dans une série télévisée dramatique                               | Bryan Cranston | Nomination |
| 2013  | Meilleure série télévisée dramatique                                              |                | Nomination |
| 2013  | Meilleur acteur dans une série télévisée dramatique                               | Bryan Cranston | Nomination |
| 2014  | Meilleure série télévisée dramatique                                              |                | Lauréat    |
| 2014  | Meilleur acteur dans une série télévisée dramatique                               | Bryan Cranston | Lauréat    |
| 2014  | Meilleur acteur dans un second rôle dans une série, une mini-série ou un téléfilm | Aaron Paul     | Nomination |

## Satellite Awards
| Année | Catégorie                                                      | Nomination(s)      | Résultat   |
| ----- | -------------------------------------------------------------- | ------------------ | ---------- |
| 2008  | Meilleur acteur dans une série télévisée dramatique            | Bryan Cranston     | Lauréat    |
| 2009  | Meilleure série télévisée dramatique                           |                    | Lauréat    |
| 2009  | Meilleur acteur dans une série télévisée dramatique            | Bryan Cranston     | Lauréat    |
| 2010  | Meilleure série télévisée dramatique                           |                    | Lauréat    |
| 2010  | Meilleur acteur dans une série télévisée dramatique            | Bryan Cranston     | Lauréat    |
| 2010  | Meilleur acteur dans un second rôle dans une série télévisée   | Aaron Paul         | Nomination |
| 2011  | Meilleure série télévisée dramatique                           |                    | Nomination |
| 2011  | Meilleur acteur dans une série télévisée dramatique            | Bryan Cranston     | Nomination |
| 2011  | Meilleur acteur dans un second rôle dans une série télévisée   | Giancarlo Esposito | Nomination |
| 2012  | Meilleure série télévisée dramatique                           |                    | Nomination |
| 2012  | Meilleur acteur dans une série télévisée dramatique            | Bryan Cranston     | Nomination |
| 2014  | Meilleure série télévisée dramatique                           |                    | Lauréat    |
| 2014  | Meilleur acteur dans une série télévisée dramatique            | Bryan Cranston     | Lauréat    |
| 2014  | Meilleur acteur dans un second rôle dans une série télévisée   | Aaron Paul         | Lauréat    |
| 2014  | Meilleure actrice dans un second rôle dans une série télévisée | Anna Gunn          | Nomination |

## Screen Actors Guild Awards
| Année | Catégorie                                               | Nomination(s)  | Résultat   |
| ----- | ------------------------------------------------------- | -------------- | ---------- |
| 2010  | Meilleur acteur dans une série télévisée dramatique     | Bryan Cranston | Nomination |
| 2011  | Meilleur acteur dans une série télévisée dramatique     | Bryan Cranston | Nomination |
| 2012  | Meilleur acteur dans une série télévisée dramatique     | Bryan Cranston | Nomination |
| 2012  | Meilleure distribution pour une série télévisée comique |                | Nomination |
| 2013  | Meilleur acteur dans une série télévisée dramatique     | Bryan Cranston | Lauréat    |
| 2013  | Meilleure distribution pour une série dramatique        |                | Nomination |
| 2013  | Meilleure équipe de cascadeurs dans une série télévisée |                | Nomination |
| 2014  | Meilleur acteur dans une série télévisée dramatique     | Bryan Cranston | Lauréat    |
| 2014  | Meilleure actrice dans une série télévisée dramatique   | Anna Gunn      | Nomination |
| 2014  | Meilleure distribution pour une série dramatique        |                | Lauréat    |
| 2014  | Meilleure équipe de cascadeurs dans une série télévisée |                | Nomination |

## Saturn Awards
| Année | Catégorie                                           | Nomination(s)      | Résultat   |
| ----- | --------------------------------------------------- | ------------------ | ---------- |
| 2009  | Meilleur téléfilm, mini-série ou programme spécial  |                    | Nomination |
| 2009  | Meilleur acteur de télévision                       | Bryan Cranston     | Nomination |
| 2010  | Meilleure série (câble ou syndication)              |                    | Lauréat    |
| 2010  | Meilleur acteur de télévision                       | Bryan Cranston     | Nomination |
| 2010  | Meilleure actrice de télévision                     | Anna Gunn          | Nomination |
| 2010  | Meilleur acteur de télévision dans un second rôle   | Aaron Paul         | Lauréat    |
| 2010  | Meilleure guest-star dans une série télévisée       | Raymond Cruz       | Nomination |
| 2011  | Meilleure série (câble ou syndication)              |                    | Lauréat    |
| 2011  | Meilleur acteur de télévision                       | Bryan Cranston     | Nomination |
| 2011  | Meilleur acteur de télévision dans un second rôle   | Dean Norris        | Nomination |
| 2011  | Meilleur acteur de télévision dans un second rôle   | Aaron Paul         | Nomination |
| 2011  | Meilleure guest-star dans une série télévisée       | Giancarlo Esposito | Nomination |
| 2012  | Meilleure série (câble ou syndication)              |                    | Lauréat    |
| 2012  | Meilleur acteur de télévision                       | Bryan Cranston     | Lauréat    |
| 2012  | Meilleur acteur de télévision dans un second rôle   | Aaron Paul         | Lauréat    |
| 2012  | Meilleur acteur de télévision dans un second rôle   | Giancarlo Esposito | Nomination |
| 2012  | Meilleure guest-star dans une série télévisée       | Steven Bauer       | Nomination |
| 2012  | Meilleure guest-star dans une série télévisée       | Mark Margolis      | Nomination |
| 2013  | Meilleur téléfilm, mini-série ou programme spécial  |                    | Lauréat    |
| 2013  | Meilleur acteur de télévision                       | Bryan Cranston     | Lauréat    |
| 2013  | Meilleure actrice de télévision dans un second rôle | Anna Gunn          | Nomination |
| 2013  | Meilleur acteur de télévision dans un second rôle   | Jonathan Banks     | Lauréat    |

## Television Critics Association Awards
| Année | Catégorie                                      | Nomination(s)  | Résultat   |
| ----- | ---------------------------------------------- | -------------- | ---------- |
| 2008  | Meilleure nouvelle série                       |                | Nomination |
| 2009  | Meilleure prestation dans une série dramatique | Bryan Cranston | Lauréat    |
| 2009  | Meilleure prestation dans une série dramatique |                | Nomination |
| 2010  | Meilleure prestation dans une série dramatique | Bryan Cranston | Nomination |
| 2010  | Meilleure prestation dans une série dramatique | Aaron Paul     | Nomination |
| 2010  | Meilleure série dramatique                     |                | Lauréat    |
| 2010  | Série de l'année                               |                | Nomination |
| 2012  | Meilleure prestation dans une série dramatique | Bryan Cranston | Nomination |
| 2012  | Meilleure série dramatique                     |                | Lauréat    |
| 2012  | Série de l'année                               |                | Nomination |
| 2013  | Meilleure prestation dans une série dramatique | Bryan Cranston | Nomination |
| 2013  | Meilleure série dramatique                     |                | Nomination |
| 2013  | Série de l'année                               |                | Lauréat    |

## Critics' Choice Television Awards
| Année | Catégorie                                                       | Nomination(s)      | Résultat   |
| ----- | --------------------------------------------------------------- | ------------------ | ---------- |
| 2012  | Meilleur acteur dans une série dramatique                       | Bryan Cranston     | Lauréat    |
| 2012  | Meilleure série dramatique                                      |                    | Nomination |
| 2012  | Meilleur acteur dans un second rôle dans une série dramatique   | Giancarlo Esposito | Lauréat    |
| 2012  | Meilleur acteur dans un second rôle dans une série dramatique   | Aaron Paul         | Nomination |
| 2012  | Meilleure actrice dans un second rôle dans une série dramatique | Anna Gunn          | Nomination |
| 2013  | Meilleur acteur dans une série télévisée dramatique             | Bryan Cranston     | Lauréat    |
| 2013  | Meilleure série télévisée dramatique                            |                    | Lauréat    |
| 2013  | Meilleur acteur dans un second rôle dans une série dramatique   | Jonathan Banks     | Nomination |
| 2013  | Meilleure actrice dans un second rôle dans une série dramatique | Anna Gunn          | Nomination |

## Directors Guild of America Award
| Année | Catégorie                                                 | Nomination(s)  | Épisode                  | Résultat   |
| ----- | --------------------------------------------------------- | -------------- | ------------------------ | ---------- |
| 2012  | Meilleure réalisation pour une série télévisée dramatique | Vince Gilligan | Mat (4x13)               | Nomination |
| 2013  | Meilleure réalisation pour une série télévisée dramatique | Rian Johnson   | Cinquante et un (5x04)   | Lauréat    |
| 2014  | Meilleure réalisation pour une série télévisée dramatique | Bryan Cranston | Le Prix du sang (5x09)   | Nomination |
| 2014  | Meilleure réalisation pour une série télévisée dramatique | Vince Gilligan | Revenir et Mourir (5x16) | Lauréat    |

## Writers Guild of America Awards
| Année | Catégorie                               | Nomination(s)                         | Épisode                        | Résultat   |
| ----- | --------------------------------------- | ------------------------------------- | ------------------------------ | ---------- |
| 2009  | Meilleure nouvelle série                |                                       |                                | Nomination |
| 2009  | Meilleur épisode d'une série dramatique | Vince Gilligan                        | Chute libre (1x01)             | Lauréat    |
| 2009  | Meilleur épisode d'une série dramatique | Patty Lin                             | Vivre ou Survivre (1x05)       | Nomination |
| 2010  | Meilleure série dramatique              |                                       |                                | Nomination |
| 2010  | Meilleur épisode d'une série dramatique | John Shiban                           | Vie et Mort (2x12)             | Nomination |
| 2011  | Meilleure série dramatique              |                                       |                                | Nomination |
| 2011  | Meilleur épisode d'une série dramatique | Gennifer Hutchison                    | Prise de pouvoir (3x08)        | Nomination |
| 2011  | Meilleur épisode d'une série dramatique | George Mastras                        | Sur le fil (3x03)              | Nomination |
| 2012  | Meilleure série dramatique              |                                       |                                | Lauréat    |
| 2012  | Meilleur épisode d'une série dramatique | Vince Gilligan                        | Le Cutter (4x01)               | Lauréat    |
| 2012  | Meilleur épisode d'une série dramatique | Thomas Schnauz & Moira Walley-Beckett | Échec (4x12)                   | Nomination |
| 2013  | Meilleure série dramatique              |                                       |                                | Lauréat    |
| 2013  | Meilleur épisode d'une série dramatique | Gennifer Hutchison                    | Divergence (5x06)              | Nomination |
| 2013  | Meilleur épisode d'une série dramatique | George Mastras                        | Un plan presque parfait (5x05) | Nomination |
| 2013  | Meilleur épisode d'une série dramatique | Sam Catlin                            | Cinquante et un (5x04)         | Nomination |
| 2013  | Meilleur épisode d'une série dramatique | Thomas Schnauz                        | Heisenberg (5x07)              | Nomination |
| 2014  | Meilleure série dramatique              |                                       |                                | Lauréat    |
| 2014  | Meilleur épisode d'une série dramatique | Thomas Schnauz                        | Enterré (5x10)                 | Nomination |
| 2014  | Meilleur épisode d'une série dramatique | Gennifer Hutchison                    | Confessions (5x11)             | Lauréat    |
| 2014  | Meilleur épisode d'une série dramatique | Peter Gould                           | L'Origine du mal (5x15)        | Nomination |

## IGN Awards
| Année | Catégorie                                   | Nomination(s)  | Travaux                                              | Résultat   |
| ----- | ------------------------------------------- | -------------- | ---------------------------------------------------- | ---------- |
| 2009  | Meilleure nouvelle série télévisée          |                |                                                      | Nomination |
| 2009  | Meilleur acteur de série télévisée          | Bryan Cranston |                                                      | Lauréat    |
| 2010  | Meilleure série télévisée                   |                |                                                      | Lauréat    |
| 2010  | Meilleure série télévisée dramatique        |                |                                                      | Lauréat    |
| 2010  | Meilleur acteur de série télévisée          | Bryan Cranston |                                                      | Lauréat    |
| 2011  | Meilleure série télévisée                   |                |                                                      | Lauréat    |
| 2011  | Meilleure série télévisée dramatique        |                |                                                      | Nomination |
| 2011  | Meilleur acteur de série télévisée          | Bryan Cranston |                                                      | Nomination |
| 2011  | Meilleur épisode de série télévisée         |                | Demi-Mesures (3x12)                                  | Nomination |
| 2011  | Meilleur coffret Blu-ray de série télévisée |                | Saison 2                                             | Lauréat    |
| 2012  | Meilleure série télévisée                   |                |                                                      | Lauréat    |
| 2012  | Meilleure série télévisée dramatique        |                |                                                      | Lauréat    |
| 2012  | Meilleur acteur de série télévisée          | Bryan Cranston |                                                      | Lauréat    |
| 2012  | Meilleur méchant de série télévisée         |                | Gus Fring                                            | Lauréat    |
| 2012  | Meilleur cliffhanger                        |                | Lily of the Valley                                   | Nomination |
| 2012  | Meilleur épisode de série télévisée         |                | Salud (4x10)                                         | Nomination |
| 2012  | Meilleur coffret Blu-ray de série télévisée |                | Saison 3                                             | Nomination |
| 2013  | Meilleure série télévisée                   |                |                                                      | Lauréat    |
| 2013  | Meilleure série télévisée dramatique        |                |                                                      | Lauréat    |
| 2013  | Meilleur acteur de série télévisée          | Bryan Cranston |                                                      | Nomination |
| 2013  | Meilleur épisode de série télévisée         |                | Un plan presque parfait (5x05)                       | Nomination |
| 2014  | Meilleure série télévisée                   |                |                                                      | Lauréat    |
| 2014  | Meilleure série télévisée dramatique        |                |                                                      | Lauréat    |
| 2014  | Meilleur acteur de série télévisée          | Bryan Cranston |                                                      | Lauréat    |
| 2014  | Meilleur méchant de série télévisée         |                | Todd Alquist                                         | Lauréat    |
| 2014  | Meilleur épisode de série télévisée         |                | Seul au monde (5x14)                                 | Lauréat    |
| 2014  | Meilleur coffret DVD ou Blu-ray             |                | Coffret intrégal Blu-ray : édition collector limitée | Lauréat    |

## American Cinema Editors Awards
| Année | Catégorie                                                | Nomination(s)    | Épisode                        | Résultat   |
| ----- | -------------------------------------------------------- | ---------------- | ------------------------------ | ---------- |
| 2009  | Meilleur montage d'une série de télévision de 60 minutes | Lynne Willingham | Chute libre (1x01)             | Lauréat    |
| 2010  | Meilleur montage d'une série de télévision de 60 minutes | Lynne Willingham | Effet papillon (2x13)          | Lauréat    |
| 2011  | Meilleur montage d'une série de télévision de 60 minutes | Kelley Dixon     | Le Camping-Car (3x06)          | Nomination |
| 2012  | Meilleur montage d'une série de télévision de 60 minutes | Kelley Dixon     | Échec (4x12)                   | Nomination |
| 2012  | Meilleur montage d'une série de télévision de 60 minutes | Skip MacDonald   | Mat (4x13)                     | Lauréat    |
| 2013  | Meilleur montage d'une série de télévision de 60 minutes | Kelley Dixon     | Un nouveau jour se lève (5x08) | Nomination |
| 2013  | Meilleur montage d'une série de télévision de 60 minutes | Skip Macdonald   | Un plan presque parfait (5x05) | Lauréat    |
| 2014  | Meilleur montage d'une série de télévision de 60 minutes | Kelley Dixon     | L'Origine du mal (5x15)        | Nomination |
| 2014  | Meilleur montage d'une série de télévision de 60 minutes | Skip Macdonald   | Enterré (5x10)                 | Nomination |
| 2014  | Meilleur montage d'une série de télévision de 60 minutes | Skip Macdonald   | Seul au monde (5x14)           | Nomination |
| 2014  | Meilleur montage d'une série de télévision de 60 minutes | Skip Macdonald   | Revenir et Mourir (5x16)       | Lauréat    |

## PRISM Awards
| Année | Catégorie                                                 | Nomination(s)  | Résultat   |
| ----- | --------------------------------------------------------- | -------------- | ---------- |
| 2009  | Meilleure série télévisée dramatique                      |                | Lauréat    |
| 2009  | Meilleure performance pour une série télévisée dramatique | Bryan Cranston | Nomination |
| 2010  | Meilleure série télévisée dramatique                      |                | Lauréat    |
| 2010  | Meilleure performance pour une série télévisée dramatique | Aaron Paul     | Nomination |
| 2010  | Meilleure performance pour une série télévisée dramatique | Bryan Cranston | Nomination |
| 2011  | Meilleure série télévisée dramatique                      |                | Nomination |
| 2011  | Meilleure performance pour une série télévisée dramatique | Aaron Paul     | Lauréat    |
| 2011  | Meilleure performance pour une série télévisée dramatique | Bryan Cranston | Nomination |
| 2013  | Meilleure série télévisée dramatique                      |                | Nomination |
| 2013  | Meilleure performance pour une série télévisée dramatique | Aaron Paul     | Nomination |
| 2013  | Meilleure performance pour une série télévisée dramatique | Bryan Cranston | Nomination |

## Autres récompenses
| Année | Récompenses                                    | Catégorie                                                                            | Nomination(s)                     | Épisode                                  | Résultat   |
| ----- | ---------------------------------------------- | ------------------------------------------------------------------------------------ | --------------------------------- | ---------------------------------------- | ---------- |
| 2008  | AFI Awards                                     | Meilleur programme télévisé de l'année                                               |                                   | Saison 1                                 | Lauréat    |
| 2010  | AFI Awards                                     | Meilleur programme télévisé de l'année                                               |                                   | Saison 3                                 | Lauréat    |
| 2011  | AFI Awards                                     | Meilleur programme télévisé de l'année                                               |                                   | Saison 4                                 | Lauréat    |
| 2012  | AFI Awards                                     | Meilleur programme télévisé de l'année                                               |                                   | Saison 5 (première partie)               | Lauréat    |
| 2013  | AFI Awards                                     | Meilleur programme télévisé de l'année                                               |                                   | Saison 5 (deuxième partie)               | Lauréat    |
| 2014  | Art Directors Guild Award                      | Meilleur épisode de série télévisée d'une heure à caméra unique                      | Mark Freeborn                     | Revenir et Mourir (5x16)                 | En attente |
| 2012  | Cinema Audio Society Awards                    | Meilleur mixage du son pour une série télévisée                                      |                                   | Mat (4x13)                               | Nomination |
| 2013  | Cinema Audio Society Awards                    | Meilleur mixage du son pour une série télévisée d'une heure                          |                                   | Un plan presque parfait (5x05)           | Nomination |
| 2014  | Cinema Audio Society Awards                    | Meilleur mixage du son pour une série télévisée d'une heure                          |                                   | Revenir et Mourir (5x16)                 | En attente |
| 2014  | Costume Designers Guild Award                  | Meilleure série télévisée contemporaine                                              | Jennifer Bryan                    |                                          | En attente |
| 2010  | Edgar Allan Poe Award                          | Meilleur scénario pour une série télévisée                                           | George Mastras                    | Chasse à l'homme (2x02)                  | Nomination |
| 2011  | Edgar Allan Poe Award                          | Meilleur scénario pour une série télévisée                                           | Vince Gilligan                    | Pleine Mesure (3x13)                     | Nomination |
| 2011  | Edgar Allan Poe Award                          | Meilleur scénario pour une série télévisée                                           | Vince Gilligan                    | Crash (3x01)                             | Nomination |
| 2010  | Humanitas Prize                                | Catégorie une heure                                                                  | J. Roberts & Vince Gilligan       | Règlements de comptes (2x06)             | Nomination |
| 2012  | Golden Reel Awards                             | Meilleurs effets sonores et bruitages dans une série télévisée                       |                                   | Mat (4x13)                               | Nomination |
| 2014  | Golden Reel Awards                             | Meilleurs effets sonores et bruitages dans une série télévisée                       | Nick Forshager                    | Revenir et Mourir (5x16)                 | En attente |
| 2014  | Golden Reel Awards                             | Meilleurs dialogues et doublages dans une série télévisée                            | Nick Forshager & Kathryn Madsen   | Règlement de comptes à Tohajiilee (5x13) | En attente |
| 2013  | Festival de télévision de Monte-Carlo Award,   | Meilleures série télévisée dramatique internationale                                 |                                   |                                          | Lauréat    |
| 2013  | Festival de télévision de Monte-Carlo Award,   | Meilleur acteur dans une série télévisée dramatique                                  | Bryan Cranston                    |                                          | Lauréat    |
| 2013  | Festival de télévision de Monte-Carlo Award,   | Meilleure actrice dans une série télévisée dramatique                                | Anna Gunn                         |                                          | Nomination |
| 2014  | Make-Up Artists and Hair Stylists Guild Awards | Meilleur maquillage contemporain dans une série télévisée                            | Tarra D. Day & Sheila Trujillo    |                                          | En attente |
| 2014  | Make-Up Artists and Hair Stylists Guild Awards | Meilleur coiffure contemporaine dans une série télévisée                             | Geordie Sheffer & Carmen L. Jones |                                          | En attente |
| 2008  | Peabody Award                                  | Domaine d'excellence                                                                 |                                   |                                          | Lauréat    |
| 2009  | PEN Center Literary Award                      | Meilleur scénario                                                                    | George Mastras                    | Bluff (1x06)                             | Lauréat    |
| 2010  | Producers Guild of America Award               | Meilleur producteur pour une série télévisée dramatique                              |                                   |                                          | Nomination |
| 2011  | Producers Guild of America Award               | Meilleur producteur pour une série télévisée dramatique                              |                                   |                                          | Nomination |
| 2013  | Producers Guild of America Award               | Meilleur producteur pour une série télévisée dramatique                              |                                   |                                          | Nomination |
| 2014  | Producers Guild of America Award               | Meilleur producteur pour une série télévisée dramatique                              |                                   |                                          | Lauréat    |
| 2011  | Rooster Teeth Podcast Awards                   | Meilleure série télévisée                                                            |                                   | Season 4                                 | Lauréat    |
| 2013  | People's Choice Awards                         | Série télévisée qui nous manque le plus                                              |                                   |                                          | Lauréat    |
| 2013  | People's Choice Awards                         | Meilleur anti-hero de sérié télévisée                                                |                                   | Walter White                             | Nomination |
| 2012  | Visual Effects Society Awards                  | Meilleurs effets visuels dans une série télévisée                                    |                                   | Mat (4x13)                               | Nomination |
| 2013  | Young Artist Awards                            | Meilleure prestation dans une série télévisée - Jeune acteur ayant un rôle récurrent | RJ Mitte                          |                                          | Nomination |